# I.G.I.-2: Covert Strike
I.G.I.-2: Covert Strike (kurz Project I.G.I. 2) ist ein Taktik-Shooter, der von Innerloop Studios entwickelt und 2003 von Codemasters veröffentlicht wurde.
Der Stealth-Ego-Shooter ist die Fortsetzung von Project I.G.I. Im Gegensatz zum Vorgänger, der von Eidos Interactive veröffentlicht wurde, gab es bei Project IGI 2 einen Mehrspielermodus.
Chris Ryan, ein ehemaliger Soldat der britischen Eliteeinheit Special Air Service und einziger Überlebender einer als Bravo Two Zero bekannt gewordenen Mission, fungierte als Berater des Spiels.
Das Spiel wurde in China sechs Monate nach der Erstveröffentlichung mit der Begründung zensiert, es würde das Ansehen der chinesischen Armee schädigen.

## Handlung
Die Handlung des Spiels, das in 19 Missionen unterteilt ist, dreht sich um einen fiktiven chinesischen General namens "Wu Xing" als Antagonisten. Xing orchestriert verschiedene Ereignisse (wie den Raub einer Prototypentechnologie der russischen Mafia), um EMP-Waffen auf eine Trägerrakete in den Weltraum zu bringen...
Der Protagonist des Spiels, David Jones, ein Agent des Institute for Geotactical Intelligence (IGI) und ehemaliges Special-Air-Service-Mitglied, wurde in die Karpaten geschickt, um eine Reihe gestohlener EMP-Chips zu holen, die sich im Besitz der russischen Mafia befinden.
Nachdem er durch einen HALO-Sprung in der Nähe einer Wetterstation landete und diese infiltrierte, holt Jones einen gestohlenen Chip zurück. Die Forscher am IGI kommen nach eingehender Prüfung zu dem Schluss, dass der von Jones gefundene Chip tatsächlich eine verbesserte Version des Chips war. Dann befiehlt ihm sein Missionsdirektor, die verbleibenden EMP-Chips zu holen, damit die IGI-Forscher eine umfassende Untersuchung der Chips durchführen können, um festzustellen, für welchen tatsächlichen Gebrauch die russische Mafia sie gestohlen hat. Anschließend wird er zu einem örtlichen russischen Lagerhaus gebracht, wo ein Konvoi mit den Chips eintreffen soll. Er wird angewiesen, C4-Sprengstoff aus der Anlage zu holen und die Brücke zu zerstören, auf der der Konvoi vorbeifahren würde, und die Chips danach wiederzugewinnen. Nach erfolgreicher Erfüllung seines Ziels wird er zu einer russischen Waffenproduktionsanlage gebracht, um die verbleibenden EMP-Chips und ihre Blaupausen zu erhalten. Doch bei der Evakuierung wird er von seinem Piloten Robert Quest und seinem Missionsdirektor Phillip White verraten, sodass er gezwungen ist aus dem Hubschrauber zu springen. Er landet an der ukrainisch-rumänischen Grenze, wo er den ankommenden Grenzpatrouillen ausweichen muss bzw. unentdeckt zu bleiben hat.
In der Zwischenzeit sind sein ehemaliger Pilot und Missionsdirektor mit den EMP-Chips und den Blaupausen geflohen. Die selbst betrogene IGI war nicht in der Lage, den Aufenthaltsort der beiden nach dem Vorfall festzustellen, jedoch konnten sie die Information gewinnen, dass White mehrere Waffengeschäfte mit Jach Priboi in Libyen abgeschlossen hatte.
Anya kehrt als Jones Direktor zurück und macht sich zusammen mit Jones auf Befehl von Senator Lenahan auf den Weg nach Libyen, um Priboi, der vom libyschen Geheimdienst eingesperrt worden war, als er Waffen an die Rebellen lieferte, zu verhören. Als er diesen schließlich aufsucht, wird er selbst vom libyschen Geheimdienstkommandeur Major Zaleb Said gefangen genommen. Die beiden werden in ein schwer bewachtes libysches Gefängnis gebracht. Während sie transportiert werden, fragt Priboi ihn nach seinem Zweck, ihn zu finden. Jones antwortet, dass er hinter seinem ehemaligen Missionsdirektor Phillip White her ist und dass das IGI weiß, dass White Waffengeschäfte mit Priboi gemacht hat. Priboi enthüllt dann, dass er viele Geschäfte mit White gemacht und ihm fortschrittliche Ausrüstung verkauft hat. Seine letzte Bestellung von Priboi war ein russischer Ekranoplan, dessen Lieferung nicht erfolgte. Die Versandpapiere befinden sich in einem Safe in Pribois Villa, der derzeit von Major Zaleb Said als Operationsbasis übernommen wurde.
Nachdem David und Priboi aus dem Gefängnis fliehen, entschließen sie sich in die Villa zu fahren, um die Informationen zu erhalten. Nachdem sie das Sicherheitssystem des Villengeländes deaktiviert und die Wachen von Major Said umgangen haben, müssen sie feststellen, dass die Dokumente nicht mehr im Safe liegen. Sie entschließen sich Pribois ehemaligen Hubschrauber zu nehmen, der sich unweit der Villa befindet. Ihnen gelingt es Major Said zu stellen und die Papiere zurückzubekommen.
David macht sich anschließend auf den Weg zum Hafen, wo er von Anya angewiesen wird, den Enkranoplan und eine Kiste mit gestohlenen EMP-Chips zu finden. Beim Durchsuchen der Logbücher nach dem Enkranoplan entdeckt David, dass Robert Quest und Phillip White tatsächlich mit einem noch nicht identifizierten Staat zusammengearbeitet haben, um die Chips zu stehlen. Es kommt schließlich zu einem ersten Showdown zwischen David und seinem ehemaligen Piloten. Anschließend reist er mit dem Ekranoplan auf die Spratly-Inseln, wo laut Anya verdächtige Aktivitäten durchgeführt wurden. Nach einer Reihe von Ereignissen findet David seinen ehemaligen Missionsdirektor, der mit einem chinesischen General zusammenarbeitet, den er später als General Wu Xing identifiziert und der plant, die Chips zu verwenden, um sie gegen die US-Geheimdienste zu verwenden.
Später spürt David seinen ehemaligen Missionsdirektor Phillip White auf. Doch dieser wird durch General Wu Xing in einem, aus einem Missverständnis resultierenden, Streit getötet; nachdem nämlich Ersterer den Letzteren beschuldigte, seinen kriminellen Freund Robert Quest getötet zu haben, der aber in Wahrheit von David getötet wurde.
In Wu Xings geheimem Waffenlabor erfährt David Jones, dass der General einen Dritten Weltkrieg mit dem Einsatz einer Interkontinentalrakete beginnen will. Dann gerät er mit Wu Xing in eine Schießerei und tötet ihn.
David erkämpft sich den Weg bis zu einer großen und streng bewachten Raketenstartrampe. Auf Befehl seiner Direktorin Arya soll er den Raketenstart erst unmittelbar vor dessen Zündung abbrechen, was ihm misslingt und wodurch der Vorfall internationale Aufmerksamkeit erfährt. Mit Mühe gelingt es David dann, die Rakete daran zu hindern, auf ihr programmiertes Ziel zuzugehen und stattdessen im Weltraum zu detonieren.

## Rezeption
Das Spiel erhielt gute bis durchschnittliche Bewertungen.